# Impatiens curvipes
Impatiens curvipes är en balsaminväxtart som beskrevs av Joseph Dalton Hooker. Impatiens curvipes ingår i släktet balsaminer, och familjen balsaminväxter. Inga underarter finns listade i Catalogue of Life.